# سانتياغو أرياس

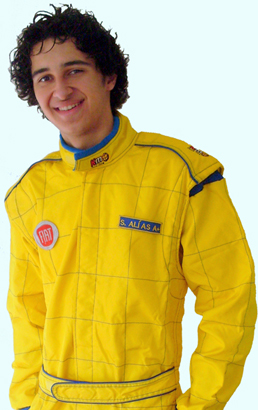
سانتياغو أرياس

سانتياغو أرياس نارانخو (بالإسبانية: Santiago Arias Naranjo)‏ (ولد في 13 يناير 1992 في ميديلين) لاعب كرة قدم دولي كولومبي يلعب حاليًا لصالح نادي غرناطة مُعارًا من أتلتيكو مدريد.

## روابط خارجية
- سانتياغو أرياس على موقع الاتحاد الدولي (مؤرشف)  (الإنجليزية)
- سانتياغو أرياس على موقع الاتحاد الأوربي (الإنجليزية)
- سانتياغو أرياس على موقع الدوري الأمريكي (الإنجليزية)
- سانتياغو أرياس على موقع قاعدة بيانات كرة القدم.إي يو (الإنجليزية)
- سانتياغو أرياس على موقع ناشيونال فوتبول تيمز (الإنجليزية)
- سانتياغو أرياس على موقع Soccerbase.com (لاعب) (الإنجليزية)
- سانتياغو أرياس على موقع Soccerway.com (الإنجليزية)
- سانتياغو أرياس على موقع عالم كرة القدم.نت (الإنجليزية)
- سانتياغو أرياس على موقع AS.com (الإسبانية)